# Damion Lowe
Damion Onandi Lowe (* 5. Mai 1993 in Kingston) ist ein jamaikanischer Fußballspieler.

## Karriere

### Verein
Von seinem Heimatklub Harbour View FC wechselte Lowe im Sommer 2011 in die USA aufs College, wo er sich den Hartford Hawks anschloss. Während seiner gut drei Jahre dort absolvierte er in seinem letzten Jahr auch einige Spiele für Reading United. Zur Saison 2014 wurde er beim MLS SuperDraft von den Seattle Sounders gezogen, wo er auch einen Vertrag erhielt. In dem Jahr wurde er aber lediglich für die Reserve-Mannschaft in der USL Pro 18-mal eingesetzt. Im März 2016 kam es zu einer Leihe zum NASL-Klub Minnesota United, für den er eine Saison spielte.
Am Ende des Jahres endete sein Vertrag bei den Sounders und er schloss sich bis zum Sommer den Tampa Bay Rowdies an. Anschließend bekam er im August 2017 einen Vertrag bei Start Kristiansand in Norwegen. Am Ende der Saison 2017 stieg er mit der Mannschaft in die Eliteserie auf, anschließend aber direkt wieder ab. Im Mai 2020 endete sein Vertrag in Norwegen.
So kam es zu seiner Rückkehr in die USA, wo er ab September des Jahres für Phoenix Rising auflief und für diese bis zum Ende der USLC Saison 2020 aktiv war. Noch im selben Jahr ging es für ihn weiter zu Ittihad Alexandria in Ägypten, wo er bis Anfang 2022 in der Premier League spielte. Anschließend unterschrieb er erneut einen Vertrag in den USA beim MLS-Franchise Inter Miami. So kam er am 27. Februar 2022 bei einem 0:0 gegen Chicago Fire zu seinem MLS-Debüt. Als Stammspieler war er fast immer gesetzt und schaffte es mit seinem Team am Ende der Spielzeit 2022 in die Play-offs. 
Zur Saison 2023 wechselte er zu Philadelphia Union. Dort spielte er bis August 2024 und wechselte anschließend nach Saudi-Arabien, wo er seitdem für al-Okhdood spielt. 

### Nationalmannschaft
Für die jamaikanische U20 kam Lowe bei der CONCACAF-Meisterschaft 2013 zu drei Einsätzen.
Sein erstes bekanntes Spiel für die A-Nationalmannschaft hatte er bei einem 4:2-Sieg nach Verlängerung über Guayana während der Qualifikation für die Karibikmeisterschaft 2017. Dort schaffte er es mit seinem Team bis ins Finale, in dem man Curaçao unterlag. Anschließend gehörte er auch zum Kader beim Gold Cup 2017, wo es seine Mannschaft ebenfalls ins Finale schaffte; hier unterlag man im Finale den USA. Im folgenden Jahr nahm er mit seiner Mannschaft an der Qualifikation der Erstausgabe der CONCACAF Nations League teil. Darauf folgte die Teilnahme am Gold Cup 2019, bei dem er in allen Gruppenspielen und auch im Viertelfinale Spielzeit erhielt. Abgeschlossen wurde das Jahr mit den Gruppenspielen der Nations League, die er alle mit seinem Team ohne ein Gegentor zu kassieren abschloss.
Nachdem im Jahr 2020 nur Freundschaftsspiele ausgetragen worden waren, folgte im Juli 2021 mit der Teilnahme am Gold Cup 2021 sein drittes Turnier dieser Art. Kurz danach folgten weitere WM-Qualifikationsspiele für das Turnier im Jahr 2022. Im Sommer 2022 folgten Spiele der Nations League, er verpasste mit seinem Team die Endrunde. Auch beim Gold Cup 2023 war er dabei und schaffte es mit seiner Mannschaft bis ins Halbfinale. Bei der Copa América 2024 spielte Lowe in drei Spielen.